# Harpactea corticalis
Harpactea corticalis là một loài nhện trong họ Dysderidae.
Loài này thuộc chi Harpactea. Harpactea corticalis được Eugène Simon miêu tả năm 1882.